# Meta Quest 2
Meta Quest 2 (dříve známý jako Oculus Quest 2) je autonomní VR headset vyvinutý a vyráběný společností Meta (dříve Facebook). Zařízení bylo poprvé vydáno v říjnu 2020 jako nástupce původního modelu Oculus Quest a nabízí uživatelům možnost používat virtuální realitu bez potřeby připojení k počítači nebo herní konzoli.

## Historie a vývoj
Meta Quest 2 byl uveden na trh jako samostatné VR zařízení, které nevyžaduje připojení k PC nebo jinému zařízení. Původní verze tohoto modelu byla vybavena procesorem Qualcomm Snapdragon XR2, 6 GB RAM a 64 GB interního úložiště. Později byly k dispozici verze s vyšší kapacitou úložiště. Vývoj Questu 2 je součástí širší strategie Meta, která se zaměřuje na rozvoj Metaverse, což je koncept digitálního prostoru propojujícího různé virtuální zážitky.

## Displej a optika
Meta Quest 2 je vybavený displejem s rozlišením 1832×1920 pixelů na každé oko a podporuje obnovovací frekvenci až 90 Hz (u některých aplikací i 120 Hz). Tato specifikace přispívá k plynulému zobrazení a přirozenému pohybu v prostředí virtuální reality.

## Systém a ovládání
Zařízení běží na operačním systému Oculus OS, který je postaven na platformě Android. Ovládání Questu 2 se provádí pomocí bezdrátových ovladačů, které jsou vybaveny senzory pro sledování pohybu a interakci s virtuálním prostředím.

## Bezdrátové propojení
Quest 2 podporuje bezdrátové streamování obsahu z počítače prostřednictvím funkce Air Link, což umožňuje hraní náročnějších VR her, které vyžadují připojení k PC. To rozšiřuje možnosti využití headsetu i pro aplikace a hry, které běží na výkonnějších zařízeních.